# Order Gwiazdy Rumuńskiej Republiki Ludowej
Order „Gwiazdy Rumuńskiej Republiki Ludowej” (rum. Ordinul „Steaua Republicii Populare Române”) – wysokie odznaczenie państwowe komunistycznej Rumunii. Po zmianie nazwy państwa, w 1966 order zmienił nazwę na Order „Gwiazdy Socjalistycznej Republiki Rumunii” (rum. Ordinul „Steaua Republicii Socialiste România”).

## Historia
30 grudnia 1947 roku abdykował król Michał I i tego samego dnia utworzono Rumuńską Republikę Ludową. Wszystkie odznaczenia monarchii, w tym najstarsze rumuńskie odznaczenie Order Gwiazdy Rumunii, zostały zniesione i zabroniono ich noszenia na terenie kraju. Nowa władza zaczęła tworzyć całkowicie nowy system odznaczeń wzorując się na systemie radzieckim. Pierwszym orderem ustanowionym 12 stycznia 1948 Dekretem nr 40/1948, opublikowanym 13 stycznia 1948 roku w Monitorul Oficial nr 10 był Order „Gwiazdy Rumuńskiej Republiki Ludowej”. Mogli nim być nagradzani zarówno wojskowi jak i osoby cywilne oraz cudzoziemcy za wybitne zasługi w dziedzinie politycznej, społecznej, naukowej i kulturalnej. Order dzielił się na pięć klas.
W 1961 roku Gheorghe Gheorghiu-Dej objął funkcję przewodniczącego Prezydium Wielkiego Zgromadzenia Narodowego, stając się formalną głową państwa i w tym samym roku rozpoczęła się drastyczna rozbieżność ideologiczna między ZSRR a Rumunią. Zaczęto zrywać z radzieckimi wzorcami. Jednym z efektów tych działań była całkowita zmiana wyglądu insygniów orderu, które do tej pory miały formę pięcioramiennej czerwonej gwiazdy. Dekret nr 507/1964 z 18 sierpnia 1964, opublikowany 10 października 1964 w Monitorul Oficial nr 13 zmienił wcześniejszy dekret wprowadzający order, nadając mu nowy wygląd.
Gheorghe Gheorghiu-Dej zmarł w marcu 1965 roku. Przywódcą Rumunii został Nicolae Ceaușescu, który zaczął wprowadzać wielkie zmiany w państwie m.in. uchwalając nową konstytucję i zmieniając nazwę państwa (21 sierpnia 1965) na Socjalistyczną Republikę Rumunii. Efektem tej zmiany była zmiana nazwy orderu, którą wprowadzono Dekretem nr 271/1966 z 13 kwietnia 1966.

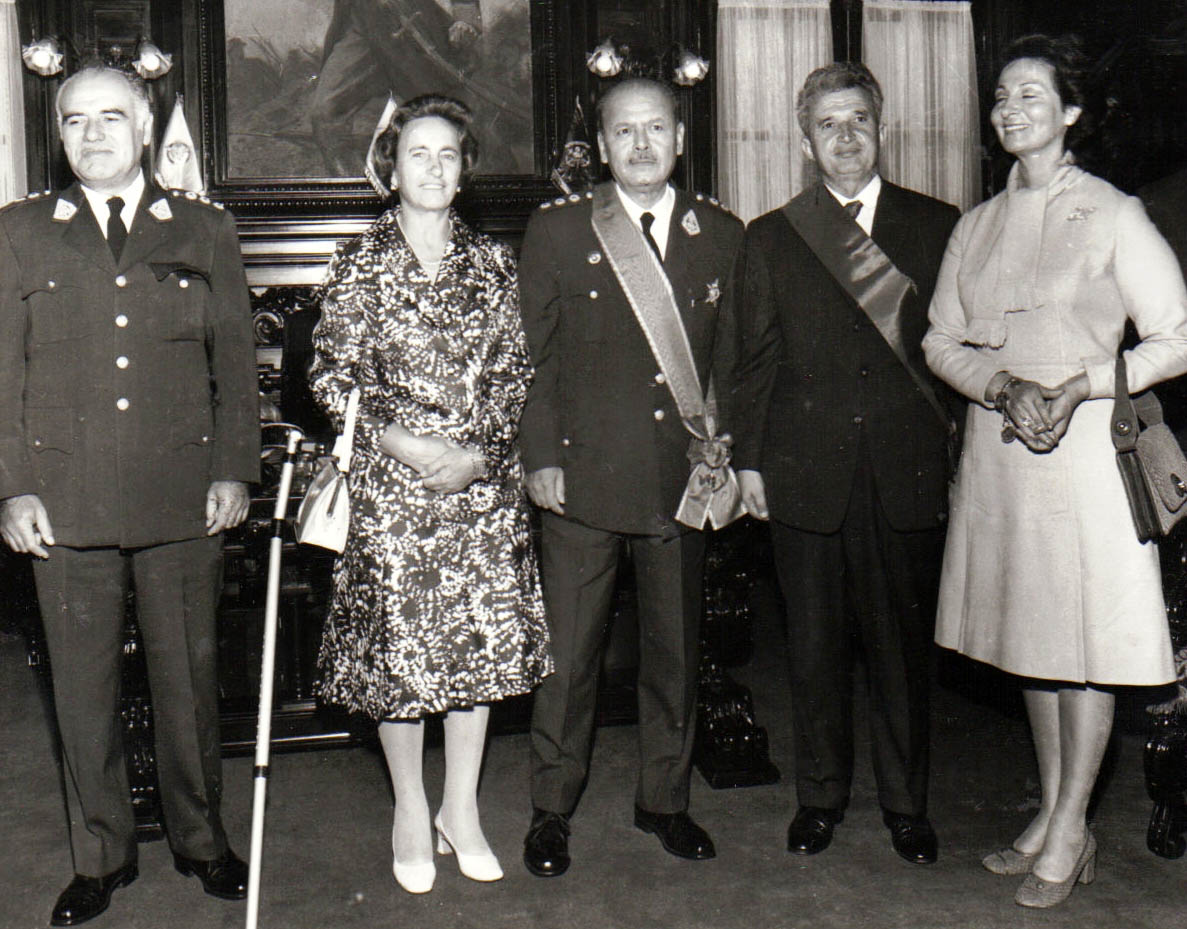
Prezydent Peru Juan Velasco Alvarado z insygniami orderu I klasy w wersji dyplomatycznej

Za rządów Ceaușescu wzrosła liczba oficjalnych wizyt państwowych, zarówno głów państw w Bukareszcie, jak i jego, z reguły z małżonką, w innych krajach. Wiązało się to ze zwyczajową wymianą najwyższych odznaczeń państwowych. Ceaușescu widział kontrast jaki stanowiły insygnia orderu I klasy (jedynie gwiazda, wielkie etui w którym była ona wręczana było praktycznie puste) w porównaniu do łańcuchów, czy wielkich wstęg orderów innych państw. Z tego powodu zarządził stworzenie wersji „dyplomatycznej” orderu. Ta wersja była zawieszona na wielkiej wstędze noszonej przez ramię w przypadku nadawania jej głowom państw lub na wstędze na szyi w przypadku osób niższej rangi. Order w takiej formie był nadawany wyłącznie cudzoziemcom.
Orderem I klasy w wersji „dyplomatycznej” zostali odznaczeni m.in.:
Juan Velasco Alvarado (1973), Sulajman Farandżijja (1974), Hafiz al-Asad (1974), William Tolbert Jr. (1974), Ahmed Sekou Touré (1974), Juan Perón (1974), Husajn ibn Talal (1974), Ferdinand Marcos (1975), Francisco da Costa Gomes (1975), Leonid Breżniew (1976), Elżbieta II (1978), Valéry Giscard d’Estaing (1979), Jan Karol I Burbon (1979), António Ramalho Eanes (1979), Ahmadou Ahidjo (1980), Robert Mugabe (1981), Wojciech Jaruzelski (1983), Gnassingbé Eyadéma (1984).
Order przestał być nadawany po rewolucji 1989 roku, ale formalnie nie został wtedy zniesiony. Dopiero ustawa nr 7/1998 z 8 stycznia 1998 roku, opublikowana 13 stycznia 1998 roku w Monitorul Oficial nr 9, uchylająca szereg aktów normatywnych z czasów komunistycznych, uchyliła również dekret ustanawiający ten order.

## Opis insygniów
W momencie ustanowienia, oznaka orderu przedstawiała pięciopromienną, emaliowaną na kolor czerwony z granatowym obramowaniem gwiazdę, która nałożona była na drugą gwiazdę wykonaną w formie pęków promieni, tak, że ramiona dolnej gwiazdy znajdują się między ramionami górnej. W klasach I i II oznaka była jednostronna, przypinana. W klasach III–V dwustronna, zawieszona na wstążce wiązanej na modę rosyjską (w formie pięciokąta) koloru czerwonego. W klasach I i II w środku gwiazdy znajduje się medalion otoczony złotym wieńcem z liści z napisem: 30 DECEMBRIE 1947 (data powstania Rumuńskiej Republiki Ludowej). W klasie I promienista gwiazda jest pozłacana, a w klasie II posrebrzana. Istniały również egzemplarze orderów I i II klasy wykonane ze złota i srebra. Ordery I i II klasy nadawane w 1948 miały średnicę 70 mm, a nadawane w latach 1949–1964 średnicę 56 mm. Na awersie orderów klas III-V w środku gwiazdy znajdowały się inicjały państwa: RPR, natomiast na rewersie, który stanowiła gwiazda identyczna jak na awersie, napis: 30 DECEMBRIE 1947. W klasie III promienista gwiazda jest pozłacana, w klasie IV posrebrzana, a w V brązowa.
W 1964 order całkowicie zmienił swój wygląd. Nowa oznaka miała formę promienistej gwiazdy o 5 długich promieniach, z których każdy otoczony był 4 krótszymi promieniami. Pomiędzy grupami tych dłuższych promieni znajdowały się grupy 3 krótszych promieni. Gwiazda miała średnicę 60 mm. Centrum gwiazdy otaczał wieniec z liści laurowych, zwieńczony inicjałami państwa: RPR. W środku znajdował się medalion: koloru niebieskiego w klasie IV, a czerwonego w pozostałych klasach. Na medalionie znajdowało się godło Rumunii. Ordery były wykonane ze srebra. Klasa IV różni się od klasy V tylko kolorem medalionu. W klasie III wieniec dookoła medalionu był pozłacany, a sam medalion był otoczony brylantami. Klasa II wyglądała jak III, ale była w całości pozłacana. Klasa I różniła się od II tym, że brylanty znajdowały się również na ramionach. Istniały również pojedyncze egzemplarze orderów I i II klasy wykonane ze złota.
| I klasa | II klasa | III klasa | IV klasa | V klasa |
| ------- | -------- | --------- | -------- | ------- |
|         |          |           |          |         |
|         |          |           |          |         |

Pod koniec 1965 zaczęła być nadawana nowa wersja orderu, różniąca się od poprzedniej brakiem inicjałów państwa w zwieńczeniu wieńca liści laurowych. Natomiast inicjały te (RPR), wciąż znajdowały się na godle państwowym.
Po zmianie nazwy orderu w 1966 insygnia orderu nie zmieniły się, jedynie inicjały na godle państwowym zostały zmienione na RSR. Ordery nadawane w 1966 były wykonane ze srebra i pozłacane w klasach I–III, natomiast w latach 1967–1989 ordery były wykonywane z metali nieszlachetnych i srebrzone lub złocone w zależności od klasy. Istniały również pojedyncze egzemplarze orderów I i II klasy wykonane ze złota.
Wersja „dyplomatyczna” orderu, przeznaczona dla głów państw oraz ambasadorów i dyplomatów zagranicznych była mniejsza i miała formę wiszącą – do górnego promienia gwiazdy było przymocowane ucho dla zawieszenia na wstędze. Taki order był nadawany w 2 formach: do noszenia na wielkiej wstędze przez ramię – dla głów państw oraz do noszenia na wstędze na szyi – dla ambasadorów i dyplomatów niższej rangi. W przypadku orderu I klasy dla głów państw, na wstędze był zawieszony ten mały order, a rolę gwiazdy orderowej pełniły normalne insygnia orderu I klasy. Wstęga była koloru czerwonego z cienkimi paskami w kolorze rumuńskiej flagi (niebieskim, żółtym i czerwonym) na krawędziach.